# Diolcogaster scotica
Diolcogaster scotica är en stekelart som först beskrevs av Marshall 1885.  Diolcogaster scotica ingår i släktet Diolcogaster och familjen bracksteklar. Arten är reproducerande i Sverige. Inga underarter finns listade i Catalogue of Life.